# Зиядуллаев, Саид-Карим
Саид-Карим Зиядуллаев — советский хозяйственный, государственный и политический деятель, доктор экономических наук, профессор, академик Академии наук Узбекистана. Член КПСС.

## Биография
Родился 15 октября 1913 года в Ташкенте.
В 1933-1938 гг. учился на инженерно-экономическом факультете Московского института коммунального строительства. Работал заместителем председателя Хорезмского облисполкома (1944-1946), министром промышленности строительных материалов УзССР (1946-1948), министром городского и сельского строительства Республики (1955-1956), первым начальником Главголодностепстроя (1956-1957).
Более 25 лет возглавлял Госплан Республики, одновременно занимая должность заместителя председателя Совета Министров Узбекской ССР (1948-1955 и 1957-1974 гг.).
Большую и ответственную государственную службу С.К.Зиядуллаев успешно сочетал с научной деятельностью. В 1952 г. в Институте экономики АН СССР успешно защитил кандидатскую, в 1966 г – докторскую диссертацию. В 1956 г. избран член-корреспондентом Академии строительства и архитектуры СССР, в 1966 г. – член-корреспондентом, в 1974 г. – действительным членом-академиком Академии наук Узбекистана.  В том же году избран членом Президиума Академии наук  и председателем Совета по изучению производительных сил (СОПС) АН УзССР, который возглавлял почти 20 лет до объединения с Институтом экономики АН Республики. До конца жизни (18.08.2003) вел научные исследования, активно участвуя в жизни страны.
Вел огромную общественно-политическую деятельность, многократно избирался депутатом Верховного Совета Узбекской ССР (1947-1976), членом Центрального Комитета Компартии Узбекистана (1949-1986), более 10 лет возглавлял Правление Общества «Знание» Республики (1975-1986). Был председателем Среднеазиатской комиссии Научного совета АН СССР «Размещение производительных сил» (1973-1991), председателем Узбекской секции Научного совета АН СССР «Оптимальное планирование и управление народным хозяйством» (1970-1991), членом других многочисленных научных и общественных советов.
Автор более 300 научных работ, в том числе 11 монографий, брошюр, научных и научно-популярных статей в области экономической теории и практики.
Умер в Ташкенте 19 августа 2003 года.

### Семья
- 1 брак: супруга Каримова Фазахат (1919-2007).

Дети, сыновья Азат (1941-2007); Наби (1944 г.р.) проживает в Москве, РФ; Рано (1946 г.р.) проживает в США; Лола (1949 г.р.) проживает в Ташкенте, Узбекистан.
- 2 брак: супруга Бахретдинова Мияссар (1940 - 2025). Сын Улугбек (1979 г.р.) проживают в Ташкенте, Узбекистан.